# Ihrám
Ihrám je stav muslima, do kterého se dostává během hadždže či umry a během modlitby. V době ihrámu se muslimové nesmějí česat, holit a stříhat, vonět voňavkami, lovit zvěř ani trhat rostliny. V době ihrámu muslimové nosí stejnojmenný šat, který je u mužů bílý, složen ze dvou částí, ženám musí zahalovat i hlavu. Do ihrámu muslimové vstupují rituální očistou a předsevzetím zvaným níja.
Pokud muslim šat ihrám odloží, dává tím najevo, že ze stavu ihrámu vystoupil.